# 西村圭子
西村 圭子（にしむら けいこ、1931年（昭和6年）1月22日 - 2001年（平成13年）10月18日）は、日本の歴史学者、日本女子大学名誉教授。

## 経歴・人物
福岡県に生まれる。日本女子大学文学部史学科卒、東京教育大学大学院博士課程単位取得満期退学。文学博士。共立女子高等学校教諭、日本女子大学助教授、同大学教授を経て平成11年（1999年）名誉教授となった。
2001年10月18日、肝性昏睡のため死去。

## 著書
- 『近世長崎貿易と海運制度の展開』（文献出版、1998年)
- 『女性群像』（新人物往来社、 1999年)

## 共編
- 阿部猛（共編） 編『戦国人名事典』新人物往来社、1987年3月10日。ISBN 4-404-01412-0。

## 記念論文集
- 『日本近世国家の諸相』編 （東京堂出版、1999年)
- 『日本近世国家の諸相 2』西村圭子先生追悼論集編集委員会編 （東京堂出版、2002年)